# 鳴尾
鳴尾（なるお）は、兵庫県西宮市南東部、武庫川とかつての分流枝川（現在は浜甲子園甲子園口停車場線）・申川の三角州上の地域。古くから松の景勝地として知られ、謡曲『高砂』に〈遠く鳴尾の沖過ぎて〉とあるのは目印とされた一本松（現在五代目）に由来する。
古くは「成尾」とも見え、武庫川右岸に位置する。地名は緩やかな傾斜を示す「ナル」（「均（なら）す」と同根）と武庫川の河口端の「尾」の合わさったものとみられる（田岡香逸『西宮地名考』民俗文化研究会）。
明治22年（1889年）武庫郡鳴尾村となり、昭和26年（1951年）西宮市に合併された。そのとき西宮市役所の支所が設けられ鳴尾村域は鳴尾支所管区となった。

## 地理
鳴尾支所の管区は上鳴尾町、池開町、上田中町、上田西町、上田東町、枝川町、学文殿町、笠屋町、小曽根町、甲子園町、甲子園一番町、甲子園二番町、甲子園三番町、甲子園四番町、甲子園五番町、甲子園六番町、甲子園七番町、甲子園八番町、甲子園九番町、甲子園浜、小松南町、小松東町、小松西町、小松北町、小松町、里中町、高須町、鳴尾町、鳴尾浜、花園町、浜甲子園、東鳴尾町、古川町、南甲子園、武庫川町、若草町の各全域である（西宮市条例第14号第2条(3)）。
時代を遡ると、人工島である甲子園浜はなかったし、甲子園と呼ばれる地域も川であった。鳴尾村と合併して字となった小松・小曽根・上田新田もかつては別扱いで、それぞれが別の領主を戴いていた。埋め立て前の海岸線も、武庫川が運んだ土砂が堆積によって次第に形成されたものである。したがって鳴尾と呼ばれる範囲は時代が進むごとに拡大している。
鳴尾は武庫川下流の砂礫地がなだらかに海へ広がる地で、「ナル」「ナラ」が付く地名に多い緩やかな傾斜地である。鳴尾地域を西宮から切り離していた支川は武庫川が大きく流路を変える荒れ川だった名残で、現況にほぼ固定したのは豊臣時代に完成した連続堤による。枝川は中世後期に本流から枝分かれした川で、申川は元文5年（1740年）庚申の年に枝川から分流した。これらは武庫川の堤防改修と阪神国道（現・国道2号）建設費捻出のために埋立てられ甲子園となった。この三角州地帯はかつて開発時に開削された溝が四通八通し、流路が取り残された池も見られる。周囲は天井川に囲まれて、洪水になりやすい反面旱魃にも弱かった。
鳴尾集落中央を横切る中国路は中世末の海岸線にできた新道で、沿道の岡太神社（おかしの宮）の前を女性が通る際に裾を高く上げなければならないという奇習には付近が高潮で悩んでいた事を伝えるとの説がある。
上流の瓦林（現・瓦木支所管区）とは豊臣時代に激しく水を争い、双方共に数十人が処刑され、甲子園三番町には先祖を偲ぶ碑が立つ。
船乗りのみならず都にまで知られた「鳴尾の孤松（ひとりまつ）」は里中町の住宅街に銘碑と若い5代目が立つ。

## 歴史
古来、景勝の地として松千鳥などが詠まれ、特に平安歌枕の地として有名である。鳴尾崎は小松崎とも称し、現在、支所管区東部に残る小松の地名は砂礫地を意味し、平安時代に小曽根とともに開発され、曽根郷と呼ばれた。平安時代末から鎌倉時代にかけて小松村の南は岬角をなし、東鳴尾より先は海中であった。
砂地に適した農業を行い、江戸時代にはスイカ、綿、明治からはイチゴを産した。ちなみに2010年4月に「鳴尾のイチゴ」を記念して、鳴尾浜臨海公園のキャラクターのネーミングを、一般公募により「なるちゃん」とした。

### 句歌
- 常よりも秋になる尾の松風は分きて身にしむ物にぞありける―西行法師、『新拾遺』
- やゝ寒きなるをの里の秋風に波かけ衣うたぬ日もなし―大江貞重、『續千載』
- 我身こそ鳴尾にたてる一つ松よくもあしくも又たぐひなし―慈鎮、『拾玉』
- 浦さびて哀れなるをの泊かな松風をえて千鳥鳴くなり―隆西法師、『夫木』
- けふこそは都のかたの山のはもみえずなるをの沖に出でぬれ―權大納言実家、『千載』
- 生駒山よそになるをの沖に出でゝ目にもかゝらぬ嶺のあま雲―源家長、『續古』
- 逢ふことはよそになるをの沖津波うきてみるめのよるべだになし―真意法師、『新後撰』

### 沿革

#### 古代～中世
平安時代後期には鳴尾は景勝地として知られ歌枕ともなり、和歌や謡曲の題材となった。治承4年（1180年）の『高倉院厳島御幸記』に「をとにききつるなるをのまつ」とある様に鳴尾の松を特に名高かった。長承3年（1134年）9月13日、源師時が鳴尾に塩湯のために下行しており（『長秋記』）、湯浴みの名所としても知られていた。貞応2年（1223年）には摂津国の諸市や小松などの荘園と共に鳴尾において地頭や神人らが檜物の交易を妨害する事を禁じており（貞応2年（1223年）3月「蔵人所牒案」国立歴史民俗博物館蔵弁官補任紙背文書）、商業活力の盛んだったことがわかる。
鎌倉時代初期には神祇伯の西宮参拝に際し、当地にて衣冠化粧を整えて社参することが先例となっており（『資宗王記』元仁元年11月7日条）、鳴尾の町場化が進み宿泊施設などの発達が示唆される。
南北朝期には大徳寺の末寺長蘆寺が鳴尾に建立され、細川家の保護下で大きく発展をとげる。同寺へは小松荘地頭藤原（長井）光智が田地を寄進したのをはじめ、周囲の土豪や農民が相次いで所領を寄進、寺からも積極的に田地を買得して土地集積した。高利貸しも活発で、栄徳2年2月12日付「長蘆寺住持宗算跡諸方出挙方証文目録」によると「なるをの右馬次郎・なるをの宗三郎・なるをの下司・なるをのまつせうしか女房」など近隣の多数の住民が同寺より米を借り受けていた。
文案元年（1444年）からその翌年の『兵庫北関入船納帳』には船頭「鳴尾大夫太郎」に名や「ナルヲ船」が見え、港湾機能と運送業者を有していた事がわかる。
永禄9年（1566年）6月23日には越水城攻撃のために足利義栄を擁した三好氏の武将藤原長房以下2万5千騎が鳴尾などに陣取った（『細川両家記』）。天正15年（1587年）豊臣秀吉の島津氏討伐に従った楠長諳は鳴尾で「かへりみる都のかたの山のはもとをくなるおの沖津しら波」と詠んでいる（「楠長諳共奉道中宿所覚書」佐佐木信綱所蔵文書）。

#### 近世
天正19年（1591年）夏には酷い旱魃により、鳴尾地内北郷に設置された用水樋を巡り瓦林三ヵ村と水論が起き、周辺の村々を巻き込んだ乱闘となり、豊臣秀吉の検使隊が派遣され糾明の結果鳴尾村の用水権を永年保証した（年不詳8月25日豊臣氏奉公人連署裁判状」西宮市立郷土資料館蔵）天正北郷樋事件を起こしており、『多聞院日記』天正20年10月23日条には83人が磔刑を受けたとある。鳴尾村では農民の出の豊臣秀吉が自らの命よりも水を大切にする鳴尾の百姓に感動し褒め称えたとし処刑された25人を義民として称え、美談として語り継いでいた。
『慶長国絵図』に村名が見え、高559石。慶長18年(1613年）の「鳴尾村検知帳」（明治大学刑事博物館蔵）では浜・北なるを・八松（やつまつ）・松村・小そねからなり高517石余・反別47町2反余、名請人239人。浜は鳴尾本郷の事で、北鳴尾・八松・松村を合わせて上鳴尾（あげなるお）といい（『兵庫史学』兵庫史学会）、海から遠いこちらの方が古い集落である。鳴尾村域では低湿地の開発が進み、上田新田・笠屋新田・砂浜新田などが開発され、上田新田は宝永8年（1711年）高入れして分村した。新田開発により村高は急増し、天保郷帳では873石余となっている。
後に一つの鳴尾村となる三角州上の4村は別々の領主を戴いていた。鳴尾村は天正年間に佐々氏の領地となった。しかし、元禄11年（1698年）佐々喜三郎の時に徳川氏直轄（天領）となり、延享年間になってそのうち六分三厘の地が篠山城主青山下野守に与えられた。しかし延享4年（1747年）に再び徳川直轄となった。この一度篠山藩領となった六分三厘を新科、残り三分七厘を古科と呼び、古科の庄屋は代々濱家が務め、第一代市郎兵衛から五代に渡って同名を相伝し、六代目を市郎介といった。新科の庄屋は代々高須家は務め、第一代を善兵衛、二代目の善右衛門、三代目の藤右衛門を経て四代目は再び善兵衛を名乗った。小松村は中世の荘園制では今津と津門と共に仁部の荘に属し、小曽根は鳴尾の荘に属した。元和年間に尼崎藩領となった。上田新田は享保年間に篠山藩領となった。
低湿地のため度々武庫川の洪水で大被害を受けており、特に万治2年（1659年）の「戸崎切れ」と呼ばれる洪水では全村が流されたという。
宝暦9年（1759年）には武庫川尻の丸島（現・尼崎市域）の鳴尾村による開発を巡り鳴尾浦に入漁料を支払っていた尼崎浦が漁場利用権の侵害として異議申し立てをし紛争している。その後も積極的に丸島開発を行い、度々対立し、最終的に杭を打ってその東方を西新田村（現・尼崎市域）、西方を鳴尾村とすることで決着。これが平左衛門新田となり、丸島はその後尼崎側と陸続きとなって、鳴尾村域が武庫川の左岸に小さな村域を有することになる。

#### 維新後
摂津国武庫郡は兵庫県となり、この地区は明治4年（1871年）に区制（大区小区制）により第七区となった。各部落に副区長を置いて一般事務を取り扱ったが、明治12年（1879年）区制は廃され、副区長の代わりに戸長が置かれた。戸長役場はどれも戸長宅であり、名のみの存在だった。連合戸長役場制が強いられると鳴尾村に鳴尾村外三箇村戸長が鳴尾地域全体を管轄した（明治14年11月～明治16年10月1日の間単独戸長が認められ鳴尾村と小曽根村が武庫郡鳴尾組として連合戸長、他2村が単独戸長だった時期を除く）。

#### 村政時代
その後、明治22年（1889年）、町村制施行に伴い、鳴尾村に小松・小曽根・上田新田の各村を合併した。
『武庫郡誌』によれば、当時のこの地域の気風は小松・小曽根・上田以外（すなわち旧・鳴尾村）の者は天領の住民であったため威張り気味で、一般に朴直だが容易く粗暴に流れ野蛮な行為をはたらいたという。
かつては年中行事として7月24日には盆踊りを行っていた。床と称する地車様の楼台2つを2箇所の広場に出して、音頭をとる者、三味太鼓の囃子方を務める者が楼上に集まり、多数の男女が周囲を廻って踊り、「鳴尾踊」と称した、近村から見物人多く有名だったが、暴飲暴食しその結果喧嘩口論等が常にあり、往々に殺人沙汰にさえなり、明治30年前後に廃絶された。
明治38年（1905年）阪神電車が開通。翌年は鳴尾百花園、明治40年（1907年）に鳴尾競馬場、大正時代に運動場・ゴルフ場ができた。
大正5年（1916年）1月には、福助が33立方メートルの大型アドバルーンを使用して宣伝を行い、世間の注目を浴びた。
村政時代の大事件として大正12年（1923年）には、鈴木商店が危険物であるピクリン酸の搬入を強行したピクリン酸事件が村政を揺るがした。
大正から昭和にかけて臨海工業地として発展し、武庫川の改修に伴い枝川・申川は廃川し、旧河道付近は甲子園として開発され、甲子園球場、甲子園阪神パークなどが作られた。
昭和25年時点で鳴尾村は世帯数7,723・人口33,812、単独で市になれるほどの規模があった。また、戦前から大庄村・武庫村・瓦木村と武庫川市になる構想もあった。しかし戦後に財政事情が悪化し、西宮・尼崎両市からの合併宣伝合戦の末、住民投票で西宮市への合併が決定した。この時、村から市へ「合併覚書」が取り交わされ、西宮市はいくつもの公約を結ぶこととなり、それらは現在にまで続けられている。

#### 合併後
昭和26年（1951年）4月1日、鳴尾村は山口村、塩瀬村と同時に西宮市に編入され、「合併覚書」に従い旧村域に基づいた鳴尾・瓦木・甲東・塩瀬・山口の5つの支所管区が制定された。
戦後復興の中、海岸部には浜甲子園団地や武庫川団地といった高層団地が建てられた。
旧鳴尾村域は「鳴尾町」を冠して4つの旧大字を継承。
その徐々に新住居表示に切り替わり昭和41年（1966年）には「鳴尾町」は消滅した。以下は各町名と変更年：
- 昭和29年 - 浜甲子園1 - 4丁目・南甲子園1 - 3丁目
- 昭和30年 - 花園町・里中町2 - 3丁目・学文殿町1 - 2丁目・小曽根町1 - 4丁目・甲子園1 - 4番町・戸崎町
- 昭和32年 - 鳴尾町1 - 5丁目・上鳴尾町・東鳴尾町1 - 2丁目・甲子園町・南甲子園1 - 3丁目・枝川町・古川町・笠屋町・高須町1 - 2丁目・池開町・甲子園1 - 9番町
- 昭和35年 - 小松西町1 - 2丁目・上田西町・甲子園1 - 9番町・南甲子園1 - 3丁目・鳴尾町1 - 5丁目・里中町1 - 3丁目
- 昭和41年 - 平左衛門町

鳴尾行政区域は昭和44年（1969年）の平左衛門町と尼崎市大字西昆陽字田近野（現在の田近野町）の換地、昭和57年（1982年）の瓦木支所管内への編入、平成4年（1992年）鳴尾浜埋立、平成9年（1997年）甲子園浜埋立により合併当初から約2km2面積増大した。

## 武庫川団地
武庫川団地（むこがわだんち）は、高須町に存在する都市再生機構が運営する住宅団地である。当該地には戦前は川西航空機の工場、戦後には新明和工業の工場があった。
1976年（昭和51年）5月から建設が始まり、1979年（昭和54年）3月21日から入居が開始され、棟数が32棟で全てが12階建て以上・5000戸を超すマンモス団地である。9棟は分譲棟、残り23棟は賃貸棟となっている。
高須町二丁目の広場にて元阪神7890号が展示保存されており、地域のコミュニティスペースとして活用されている。また、高須町一丁目のムコダンモールには元阪神5001形（青胴車）5022号の車輪が展示されている。

## 施設・公共機関

### 公共サービス
- 西宮市役所鳴尾支所
  - 高須分室
- 西宮市立鳴尾図書館

### 教育

#### 幼稚園
- 西宮市立南甲子園幼稚園
- 西宮市立浜甲子園幼稚園
- 西宮市立高須西幼稚園
- 西宮市立鳴尾東幼稚園
- 西宮市立鳴尾北幼稚園
- 西宮市立小松幼稚園
- 私立西光幼稚園
- 私立松風幼稚園
- 私立花園幼稚園
- 私立浜甲子園健康幼稚園
- 私立光明幼稚園
- 私立武庫川女子大学附属幼稚園
- 私立睦幼稚園

#### 小学校
- 西宮市立鳴尾小学校
- 西宮市立南甲子園小学校
- 西宮市立甲子園浜小学校
- 西宮市立鳴尾東小学校
- 西宮市立鳴尾北小学校
- 西宮市立小松小学校

#### 中学校
- 西宮市立鳴尾中学校
- 西宮市立浜甲子園中学校
- 西宮市立鳴尾南中学校
- 西宮市立高須中学校
- 西宮市立学文中学校
- 私立武庫川女子大学附属中学校

#### 高等学校
- 西宮市立西宮東高等学校
- 兵庫県立鳴尾高等学校
- 兵庫県立西宮今津高等学校
- 兵庫県立西宮南高等学校
- 私立武庫川女子大学附属高等学校

#### 大学・短期大学
- 兵庫医科大学
- 武庫川女子大学
- 武庫川女子大学短期大学部

## 交通

### 鉄道
- 阪神電鉄
  - 甲子園駅
  - 鳴尾・武庫川女子大前駅
  - 武庫川駅（本線・武庫川線乗り換え）
  - 東鳴尾駅
  - 洲先駅
  - 武庫川団地前駅

### 道路
- 阪神高速道路3号神戸線 武庫川出入口
- 阪神高速道路5号湾岸線 鳴尾浜出入口
- 国道2号
- 国道43号
- 兵庫県道340号浜甲子園甲子園口停車場線
- 兵庫県道341号甲子園尼崎線
- 兵庫県道342号甲子園六湛寺線
- 兵庫県道573号芦屋鳴尾浜線